# Oostende
 Der er for få eller ingen kildehenvisninger i denne artikel, hvilket er et problem. Du kan hjælpe ved at angive troværdige kilder til de påstande, som fremføres i artiklen.

Oostende er en by i den flamske del af Belgien. Kommunen har 72.586 indbyggere (pr. 1. januar 2022). Byen er et vigtigt turist- og økonomisk centrum.

## Historie
De ældste spor af Oostende er fra det 9. og 10. århundrede. Byen fik stadsrettigheder i 1267. Den strategisk gode beliggenhed mellem det latinske og germanske Europa og ved Nordsøen fik handelen til at blomstre, men bød også på problemer, flere gange blev byen brændt og plyndret af invaderende hære. Som følge af Utrecht-traktaten blev Oostende, sammen med resten af Belgien, del af de østrigske Nederlande fra 1719. I 1722 lukkede hollænderne havnetilgangen til Antwerpen og dermed blev Oostende havnebyen for det østrigske Nederland. Den østigske kong Karl VI prøvede at etablere et østrigsk handelskompani Oostendse Compagnie, for at konkurrere med britiske og nederlandske interesser i handelen med Afrika og Det fjerne østen. Dette handelskompaniet måtte i 1727 lukke på grund af britisk og nederlandsk pres.
I 1838 fik Oostende jernbaneforbindelse med Bruxelles, og i 1846 fik byen færgeforbindelse med Dover. I løbet af 1800-tallet begyndte den belgiske kongefamilie at feriere i Oostende, og byen utviklede sig dermed til et populært feriested med en smuk belle-époque-arkitektur, som blev så godt som totalt ødelagt af de allieredes bomberegn .